# Ingrid Olson
Ingrid Olson, född 1933, är en svensk målare, tecknare och grafiker. 
Olson utexaminerades från avdelningen dekorativt måleri vid Slöjdföreningens skola i Göteborg 1957 och fortsatte därefter studierna vid Danska konstakademien i Köpenhamn. 
Hon har deltagit i Decemberutställningarna i Göteborgs konsthall 1955 och 1957, utställningen Unga tecknare på Nationalmuseum 1956-1957, utställningen God Konst i Göteborg 1957-1958 samt föreningen Graphicas utställning Ung grafik i Lunds konsthall 1959.
Olsons produktion består förutom oljemåleri av akvareller samt grafiska blad i färgträsnitt, akvatint och 
etsning.